# 熊本市立松尾北小学校
熊本市立松尾北小学校（くまもとしりつ まつおきたしょうがっこう）は、熊本県熊本市西区松尾町平山にあった公立小学校。

## 沿革
- 1872年（明治5年） - 岩戸村の山下庵に校舎を設け､霊巌校と称する｡
- 1880年（明治13年） - 学制の変更により平山小学校簡易科教場と改称する｡
- 1892年（明治25年） - 平山尋常小学校と改称
- 1941年（昭和16年） - 平山国民学校と改称
- 1945年（昭和20年） - 飽託郡松尾村立松尾北国民学校と改称
- 1947年（昭和22年） - 飽託郡松尾村立松尾北小学校に改称
- 1955年（昭和30年） - 熊本市に編入､熊本市立松尾北小学校と改称
- 2017年（平成29年） - 熊本市立小島小学校へ統合

## 委員会
- 放送委員会

## クラブ活動

### 運動部
- バドミントン部

### 文化部
- 器楽合奏部